# Costituzione greca del 1822
La Costituzione greca del 1822 è un documento adottato dalla Prima Assemblea Nazionale di Epidauro il 1º gennaio 1822 ed è considerato come la prima forma di costituzione della Grecia moderna. Essa fu il tentativo di provvedere formalmente le regole temporanee necessarie per il governo politico e militare del paese in attesa della futura costituzione di un vero e proprio parlamento.
Lo scopo ulteriore di questo documento era di sostituire i vari proclami emanati nel corso del tempo da diversi comitati rivoluzionari i quali, composti l'anno precedente, avevano avviato la guerra d'indipendenza greca.

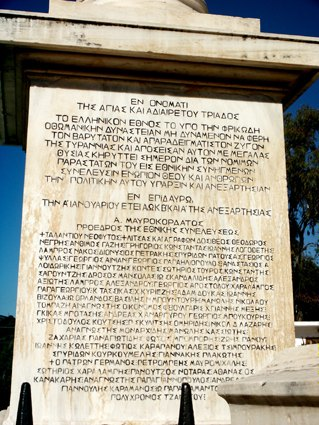
Monumento commemorativo della Costituzione greca del 1822 con il testo integrale della stessa.

I membri dell'assemblea si riunirono nel dicembre 1821 nel piccolo villaggio di Piada, nei pressi dell'antica e gloriosa città di Epidauro, e fu messa ai voti dai 59 rappresentanti del Parlamento provvisorio i quali, sebbene non fossero stati eletti né nominati da alcuna autorità, non videro mai discusso il loro diritto di agire in rappresentanza del popolo greco. Ciascun membro apparteneva ad una gerusia, ovvero ad una delegazione, in tutto tre, elette precedentemente come governi locali e rappresentativi rispettivamente della Grecia continentale occidentale, di quella orientale, ed infine delle isole e del Peloponneso.
Il testo della costituzione fu modellato ed ispirato sulle costituzioni francesi del 1793 e del 1795 e furono in gran parte opera del rivoluzionario Vincenzo Gallina, in collaborazione con Alexandros Mavrokordatos e Theodoros Negri.
I suoi 110 paragrafi trattano in gran parte dell'organizzazione del futuro Stato greco libero, e prevedeva la costituzione di due poteri, legislativo ed esecutivo, con pari dignità e diritti con lo scopo di bilanciarne le competenze, i quali avevano tra le varie funzioni quella di eleggere gli undici membri della futura Corte Suprema. All'interno del potere esecutivo, si prevedeva la presenza non di un governo con i vari ministri e dicasteri, ma un organismo collegiale composto da cinque membri, ognuno con pari dignità e potere, che avrebbero avuto sotto la loro sovrintendenza un gruppo di Segretari di Stato.